# Хасаут (село)
Хаса́ут (карач.-балк. Схауат) — село в Малокарачаевском районе Карачаево-Черкесской Республики. 
Входит в состав муниципального образования «Кичи-Балыкское сельское поселение».

## География
Селение Хасаут находится на левом берегу реки Хасаут, чуть ниже впадения в неё реки Бермамыт, в 6 км от вершины Большой Бермамыт. Находится в 65 км (по дороге) к юго-востоку от районного центра — Учкекен и в 28 км к юго-западу от центра сельского поселения — Кичи-Балык.

## Этимология
Название Хасаут, предположительно происходит от изменённого «стауат (схауат)», что в переводе с карачаевского языка означает — «стойбище, стан».

## История

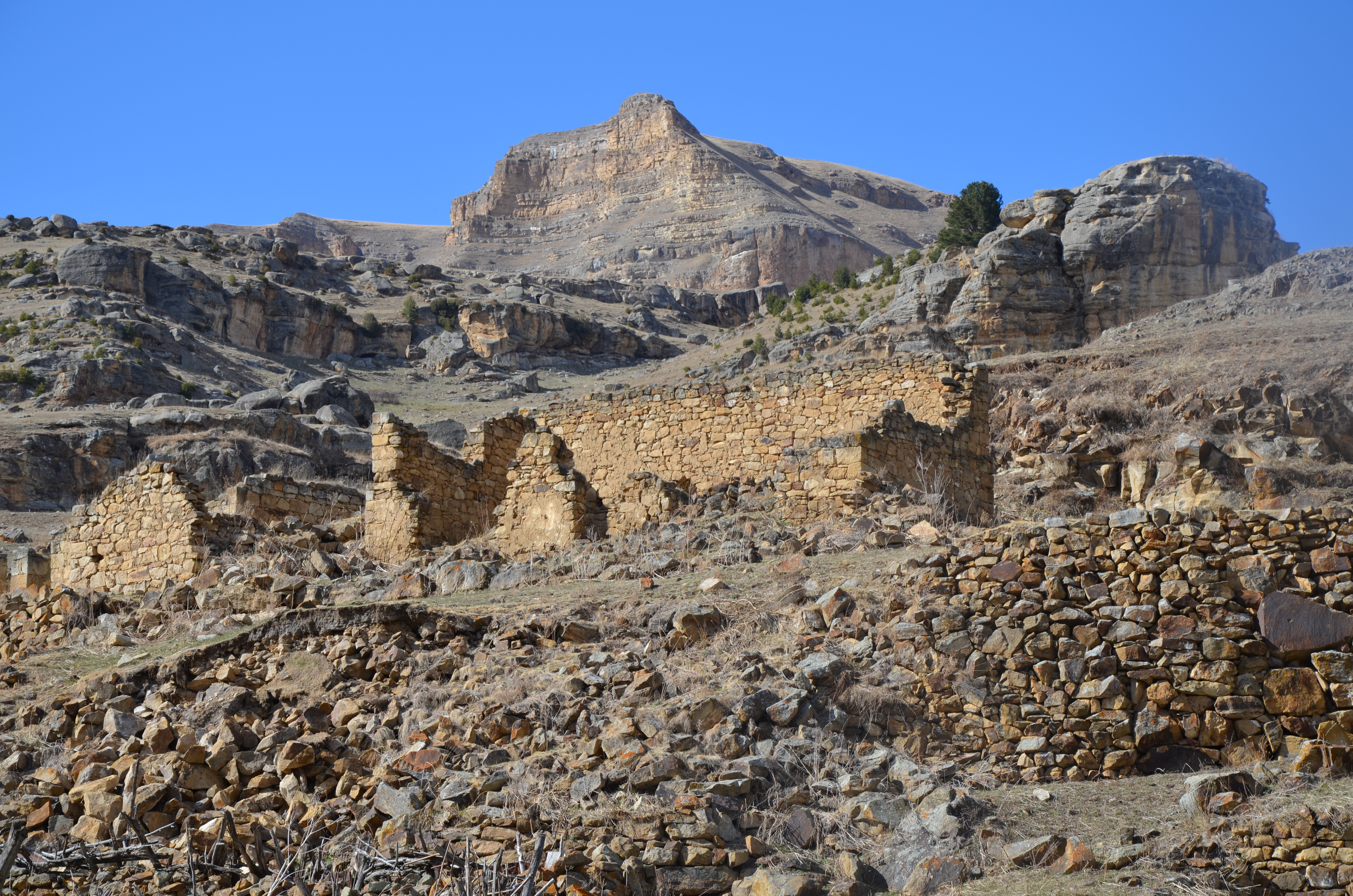
Развалины домов в селе

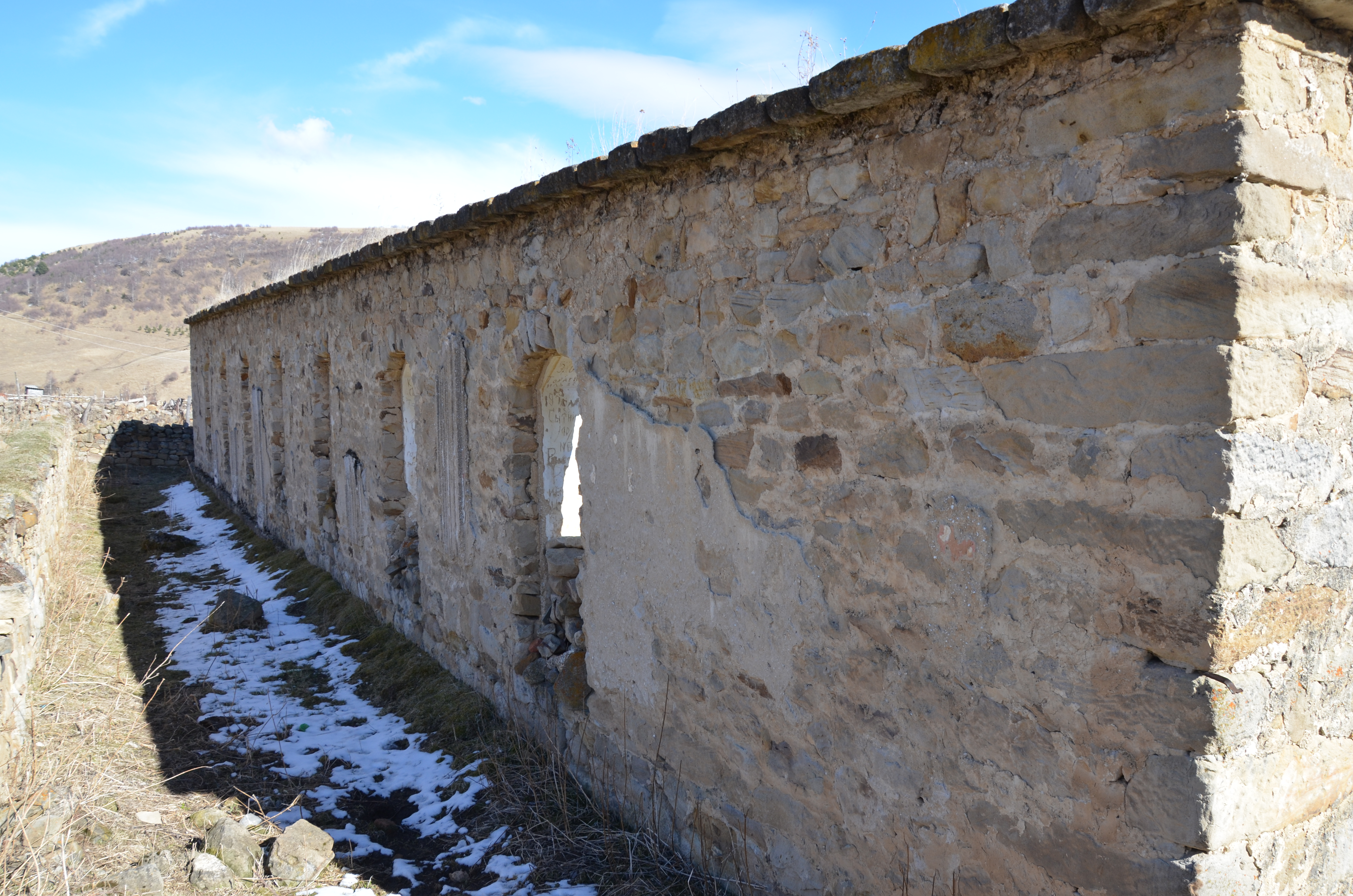
Стены аульской мечети

На карте Кавказского края, составленной в штабе отдельного Кавказского корпуса в 1842 году, в долине реки Хасаут отмечался аул Хасаутский. Однако, в дальнейшем этот поселение на картах не отмечалось. До 1860-х годов, ниже по течению реки Хасаут располагалось военное укрепление — Летний Хасаутский, входившее в Кавказскую линию и контролировавшее путь из Кабарды в Закубанье. 
В 1865 году в ходе Земельной реформы в Кабардинском округе и программы по укрупнению аулов, в верховье реки Хасаут был создан новый Хасаут, куда были поселены аулы: Юсупа Жерештиева, Магомета Жерештиева и Шипшикова. Жители аулов Юсупа и Магомета Жерештиевых обосновались в верхней части села, в средней части жили жители старого Хасаута, в нижней части села осели жители аула Шипшикова. Аул был многонациональным, в нём проживали карачаевцы, кабардинцы, абазины и балкарцы. 
В 1867 году в ауле Хасаут состояло 36 дворов свободных, прибыло 4 двора, убыло 2 двора, на 1 января 1868 года 38 дворов на 1 января 1868 года 38 дворов. Согласно посемейному списку аула Хасаутского за 1886 год к числу «коренных жителей сначала поселившиеся в селении Хасаутское» относились 70 дворов. 
Благодаря своему расположению в зоне нагорных субальпийских пастбищ, в последующем население аула рос стремительно и к 1920-м годам в нём уже проживало около 2000 человек. 
До 1917 года аул входил в состав Нальчикского округа Терской области. После установления советской в Кабарде и Балкарии, был включён в состав Нагорного округа Кабардино-Балкарской автономной области. 
В начале 1926 года вместе с прилегающими территориями, аул был передан в состав Малокарачаевского района Карачаево-Черкесской АО. 
В 1930-х годах в ауле функционировал колхоз имени Карла Маркса, где разводили мелкий и крупный рогатый скот.
В ноябре 1943 года, фактически всё население Хасаута было депортировано в Среднюю Азию и село оказалось в заброшенном состоянии. 
В 1957 году при возвращении из депортации, прежние жители села преимущественно осели в других населённых пунктах Карачаево-Черкесской автономной области. Вернувшиеся в село жители, также постепенно покинули его. 
В 1965 году Хасаутский сельсовет был упразднён, а село Хасаут передан в Кичибалыкский сельсовет (ныне Кичибалыкское сельское поселение) Малокарачаевского района.

## Население
В 1867 году в ауле Хасаут состояло из 36 дворов свободных, на 1 января 1868 года — 38 дворов. 
Согласно посемейному списку аула Хасаутского за 1886 год к числу «коренных жителей сначала поселившиеся в селении Хасаутское» относились 70 дворов.
| 1905 | 2002 | 2010 | 2021 |
| ---- | ---- | ---- | ---- |
| 1456 | ↘42  | ↗84  | ↘53  |

## Известные уроженцы
Голаев Джанибек Нанакович — лейтенант Красной армии, участник Великой Отечественной войны, Герой Российской Федерации.